# لیلا فوزی
لیلا فوزی (عربی: ليلى فوزي؛ ۲۰ اکتبر ۱۹۱۸ – ۱۲ ژانویهٔ ۲۰۰۵) بازیگر سینما اهل مصر بود.